# Shukor Adan
Muhammad Shukor bin Adan (Malacca, 24 settembre 1979) è un calciatore malese, centrocampista del FELDA United.

## Caratteristiche tecniche
Centrocampista, può giocare anche come difensore centrale.

## Carriera

### Club
Comincia a giocare al Negeri Sembilan. Nel 2002 passa al Selangor. Nel 2009 torna al Negeri Sembilan, in cui aveva già militato fino al 2001. Nel 2013 si trasferisce all'ATM. Nel 2014 viene acquistato dal FELDA United.

### Nazionale
Ha debuttato in Nazionale nel 2001. Ha partecipato, con la Nazionale, alla Coppa d'Asia 2007. Ha collezionato in totale, con la maglia della Nazionale, 54 presenze e 5 reti.